# Valdemarsvik
Valdemarsvik este un oraș în Suedia.

## Demografie
| \| Evoluția demografică a zonei urbane Valdemarsvik, 1970–2015 \| Evoluția demografică a zonei urbane Valdemarsvik, 1970–2015 \| Evoluția demografică a zonei urbane Valdemarsvik, 1970–2015 \| Evoluția demografică a zonei urbane Valdemarsvik, 1970–2015 \| Evoluția demografică a zonei urbane Valdemarsvik, 1970–2015 \| \| --------------------------------------------------------------------------------------- \| ----------------------------------------------------------- \| ----------------------------------------------------------- \| ----------------------------------------------------------- \| ----------------------------------------------------------- \| \| An \| \| \| Locuitori \| \| \| 1970 \| 1970 \| \| 3.545 \| 3.545 \| \| 1975 \| 1975 \| \| 3.558 \| 3.558 \| \| 1980 \| 1980 \| \| 3.615 \| 3.615 \| \| 1990 \| 1990 \| \| 3.250 \| 3.250 \| \| 1995 \| 1995 \| \| 3.180 \| 3.180 \| \| 2000 \| 2000 \| \| 2.954 \| 2.954 \| \| 2005 \| 2005 \| \| 2.885 \| 2.885 \| \| 2010 \| 2010 \| \| 2.772 \| 2.772 \| \| 2015 \| 2015 \| \| 2.685 \| 2.685 \| \| Sursa: SCB - Statistika Centralbyrån, Folkmängden per tätort. Vart femte år 1960 - 2016 \| \| \| \| \| |      |  |           |       |
| Evoluția demografică a zonei urbane Valdemarsvik, 1970–2015 |      |  |           |       |
| An |      |  | Locuitori |       |
| 1970 | 1970 |  | 3.545     | 3.545 |
| 1975 | 1975 |  | 3.558     | 3.558 |
| 1980 | 1980 |  | 3.615     | 3.615 |
| 1990 | 1990 |  | 3.250     | 3.250 |
| 1995 | 1995 |  | 3.180     | 3.180 |
| 2000 | 2000 |  | 2.954     | 2.954 |
| 2005 | 2005 |  | 2.885     | 2.885 |
| 2010 | 2010 |  | 2.772     | 2.772 |
| 2015 | 2015 |  | 2.685     | 2.685 |
| Sursa: SCB - Statistika Centralbyrån, Folkmängden per tätort. Vart femte år 1960 - 2016 |      |  |           |       |